# La Chapelle-Réanville
La Chapelle-Réanville è un comune francese di 1 159 abitanti situato nel dipartimento dell'Eure nella regione della Normandia.

## Società

### Evoluzione demografica
Abitanti censiti